# Barfābād-e Soflá
Barfābād-e Soflá (persiska: برف آبادسفلی) är en ort i Iran.   Den ligger i provinsen Kermanshah, i den västra delen av landet, 500 km väster om huvudstaden Teheran. Barfābād-e Soflá ligger 1 328 meter över havet och antalet invånare är 101.
Terrängen runt Barfābād-e Soflá är kuperad åt sydväst, men åt nordost är den platt.Runt Barfābād-e Soflá är det ganska tätbefolkat, med 60 invånare per kvadratkilometer. Närmaste större samhälle är Eslāmābād-e Gharb, 6,2 km norr om Barfābād-e Soflá. Omgivningarna runt Barfābād-e Soflá är i huvudsak ett öppet busklandskap.